# Ohmella
Ohmella is een geslacht van kameelhalsvliegen uit de familie van de Raphidiidae. 
Ohmella werd voor het eerst wetenschappelijk beschreven door H. Aspöck & U. Aspöck in 1968.

## Soorten
Het geslacht Ohmella omvat de volgende soorten:
- Ohmella baetica (Rambur, 1842)
- Ohmella casta (H. Aspöck & U. Aspöck, 1968)
- Ohmella libidinosa (H. Aspöck & U. Aspöck, 1971)
- Ohmella postulata (H. Aspöck & U. Aspöck, 1977)